# 横浜スカイビル
株式会社横浜スカイビル（よこはまスカイビル）は、神奈川県横浜市西区にある超高層ビル「スカイビル」を運営する企業。現在のスカイビルは1996年に建て替えられた2代目である。同ビルは横浜駅東口（出島地区）に位置しており、みなとみらい地区における68街区にも該当する。

## ビル建設までの経緯
横浜駅東口の戦後復興を目的に、1959年（昭和34年）に崎陽軒の野並茂吉などの地元の実業家によって結成された「横浜駅前復興促進会」により、世界の名産品を販売・料理を提供し、商社のショールーム、2500人収容の市民ホール、500室のホテルを備えた、地下4階、地上13階、総面積約20万平方メートルのビルを建てるという「ワールドセンター構想」が前身になっている。さらにワールドセンターの屋上にヘリポートを作り、モノレールを建設するという構想もあったが、ワールドセンター構想が具体化することはなかった。
その後、横浜市会議長の津村峯男が中心となって、1961年（昭和36年）に横浜駅前復興促進会を前身とする「東口対策審議会」が設立され、これにより横浜駅東口の開発計画が進められることになった。
運輸省出身で日東商船（のちのジャパンライン）の竹中治を社長に迎え、同年9月27日に地元企業の崎陽軒・共栄社・京浜急行電鉄・横浜ステーシヨンビルと、日東商船の取引先である石川島播磨重工業・三菱重工業・日商の出資で「横浜駅前振興株式会社」を設立。
横浜市全員協議会が策定した「横浜駅東口総合開発計画」における「出島地区」（みなとみらい地区の68街区、横浜新都市ビル・横浜スカイビルがある地区）と東口地下街の開発を開始した。「出島地区」とは「横浜駅東口総合開発計画」における名称で、かつて出島があったことに由来する。
しかし横浜市会で自由民主党の津村派と嶋村派の権力闘争に巻き込まれ、横浜市警察庁舎（現：神奈川県警察横浜市警察部）と横浜市営バス西営業所の跡地払い下げ価格が約1.4倍になって支払いが困難になったり、横浜市長が革新派の飛鳥田一雄に交代したことにより横浜駅東口総合計画の見直しが行われ、また市長が再三にわたりスカイビルの設計変更を要求したため設計者の創和設計と建設会社の大成建設が建設計画から降りるなど、スカイビル開業までは幾多の困難に見舞われた。
1968年（昭和43年）3月には初代スカイビルが竣工。ビル開業に伴い、同年5月28日に横浜駅前振興株式会社から「株式会社横浜スカイビル」に商号変更した。なんとかスカイビルの竣工にこぎつけたものの、竣工前に社長の竹中が急逝。これにより第2期として計画していた、出島地区の北側（現在の横浜新都市ビルの敷地）と、東口地下街の開発が困難になってしまった。
1978年（昭和53年）に市長が、自治省の元事務次官で横浜駅東口開発公社の元理事長である細郷道一に交代したこともあり、紆余曲折あって「横浜駅東口総合開発計画」の一つとして、国道下の地下街（現：横浜ポルタ）の開発は1971年（昭和46年）10月に設立された第三セクターの財団法人横浜駅東口開発公社が、出島地区の開発は「横浜市臨海部総合整備計画（みなとみらい21計画）」に組み込まれ、1980年（昭和55年）12月に設立された第三セクターの横浜新都市センター株式会社が行うことになった。なお横浜新都市センターの設立にあたっては、横浜スカイビルも出資を行っている。
1982年（昭和57年）3月11日には株式譲渡により、株式会社横浜スカイビルの筆頭株主がジャパンラインから三菱地所に交代した。
横浜新都市センターによる横浜新都市ビル建設（1983年10月起工、そごう横浜店が出店）にあたっては、当社所有地（スカイプールがあった場所）を使用することから、大株主の三菱地所の意向で単独でのビル建設を主張して横浜新都市センターと対立したが、当社が単独でビルを建設する資金力がなかったため、横浜新都市センターとの共同事業・共同所有にすることを条件に当社所有地を貸すことになり、1985年（昭和60年）9月に横浜新都市ビルが竣工した。

## 初代スカイビル

### 建物
- 名称：駅前振興ビル
- 愛称：スカイビル（一般公募）
- 所有者：横浜駅前振興株式会社（現：株式会社横浜スカイビル）
- 施工：鹿島建設
- 竣工：1968年（昭和43年）3月
- 構成：地上11階、地下1階の本棟と、低層棟からなる。

### スカイプール
初代スカイビルの完成に先立ち、1967年（昭和42年）7月には温水プール「スカイプール」が先行開業した。スカイプールは旧・横浜市営バス西営業所の跡地に建設された。西営業所は横浜駅東口再開発のため1965年（昭和40年）7月11日に廃止され、保土ケ谷区へ移転して横浜市営バス保土ケ谷営業所となっている。スカイプールの場所は「横浜新興倶楽部」の裏側で、現在の横浜新都市ビルの中心部付近にあった。1975年（昭和50年）9月23日に株式会社横浜スイミングセンター（YSCスポーツクラブ横浜）が子会社として設立され、1982年（昭和57年）10月に平沼1丁目40番12号へ移転した。

### スカイビル本棟
初代スカイビルは1968年（昭和43年）3月に完成した。当時としては珍しい多目的商業ビルで、横浜駅周辺で一番高い建物であった。最上階の10・11階はそれぞれ左右別方向に回転する2層の回転ラウンジレストラン「ヨコハマ・スカイ・ラウンジ」があった。本棟にはそのほか、バンケットホール（宴会場）、結婚式場（当初は直営）、ビヤガーデン、サウナ「国際ヘルスクラブ」、医療センター、消費生活センター、文化教室、飲食店・物販店など、約100店舗で構成されていた。革新派の飛鳥田一雄市長の要求により、本棟の裏側の低層棟の1階には「スカイ体育館」（1976年4月にパチンコ店に転換）、多目的ホール「スカイ劇場」が、2階にはボウリング場「スカイボウル」（1975年1月閉鎖）が入居した。
スカイ劇場では毎週木曜日に「スカイ木曜寄席」（1969年7月～1983年9月）が開かれ、スカイ劇場は毎週第3土・日曜日は横浜アマチュア演劇連盟に優先して貸し出されていた。
ただ、1968年（昭和43年）5月に横浜市の補助金を原資に当社の費用負担で建設した東口横断歩道橋が完成するまでは、交通量の多い国道1号を横断しなければならず、また横浜駅西口と東口を繋ぐ通路が不備であるなど、横浜駅周辺の開発が不十分であったため、スカイビルの業績は好調とはいえなかった。当時は現在の「きた通路」付近に暗くて狭い地下通路と、駅プラットホーム北端に1930年（昭和5年）竣工の内海川跨線人道橋があり、駅からスカイビルへのアクセスは良くなかった。
1980年（昭和55年）11月に横浜駅東口にルミネ横浜店・地下街横浜ポルタが開業するとスカイビルは見劣りするようになり、最盛期は80軒もあった店舗の退店が相次ぎ、これが原因で大株主がジャパンラインから三菱地所に変わることになった。
その後、1990年（平成2年）には横浜駅東口の再開発に伴い全面建て替えが行われることになり、建設期間中の1991年（平成3年）より、初代スカイビルに入居していた一部の専門店は近隣にある横浜神谷ビルに移転、スカイビルの仮店舗という名目で「横浜スカイプラザ」として営業を継続していた。

## 2代目スカイビル
1階には横浜シティ・エア・ターミナル (YCAT) が、8階から10階にはそごう連絡口（横浜新都市ビル）が設置されている。

### 建物
- 名称：スカイビル
- 構造：高層棟：SRC造 (B3F-B1F)・S造 (1F-30F) 、駐車場棟：SRC造　S造
- 運営会社：株式会社横浜スカイビル
- エレベーター：低層階用、中層階用、高層階用に分かれる。
- 地下でポルタ・横浜新都市ビルと接続し、低層階に商業施設、高層階に業務施設を配置している。

### そごう出店断念と丸井出店
1996年（平成8年）、現在の2代目スカイビルが完成した。高層棟と駐車場棟に分かれており、横浜新都市ビル（そごう横浜店）と直結している。横浜駅から地下街「横浜ポルタ」を通り、地上へ出ることなく地下2階の入口へ接続している。
建設当初は、隣接する横浜新都市ビルに入居するそごう横浜店が増床して2代目スカイビルにも入居する計画があった（入居予定の売場面積は約42,900m2）。しかし百貨店不況によるそごうの経営悪化で増床を断念したため、ビルの設計変更が必要になり、1992年（平成4年）10月から1993年（平成5年）11月まで建設工事が一時中断された。
隣の横浜新都市ビルとの共同ビルとすることで容積率の上限を増やすため、1994年（平成6年）5月に横浜新都市センターが2代目スカイビルの建設・運営に加わることになった。またそごうの代わりに丸井（マルイシティ横浜）が出店することになった。このため2代目スカイビルは、横浜スカイビル・横浜新都市センター・横浜シティ・エア・ターミナル・三菱UFJ信託銀行の4社の共同所有になっている。
2009年（平成21年）には日産自動車グローバル本社の竣工（8月2日）に合わせて、7月21日、当ビル2階とそごう横浜店2階の間にある公開空地（はまテラス）から、みなとみらい中央地区（新高島）方面へ向けてペデストリアンデッキ「はまみらいウォーク」が設置された。同年8月8日からは、日産本社ビル内の歩行者通路「NISSANウォーク」の利用も可能となり、同地区へのアクセスが容易になった。

### 主な入居施設
- マルイシティ横浜
- 横浜シティ・エア・ターミナル (YCAT)
- 静岡銀行横浜支店 (地下2階・22階)・横浜ローンセンター (22階)
- 静銀ティーエム証券横浜支店 (22階)
- スカイスパ（温浴施設）
- 資格の学校TAC

他にも各種の資格学校・企業・飲食店がなどが多数入居している。

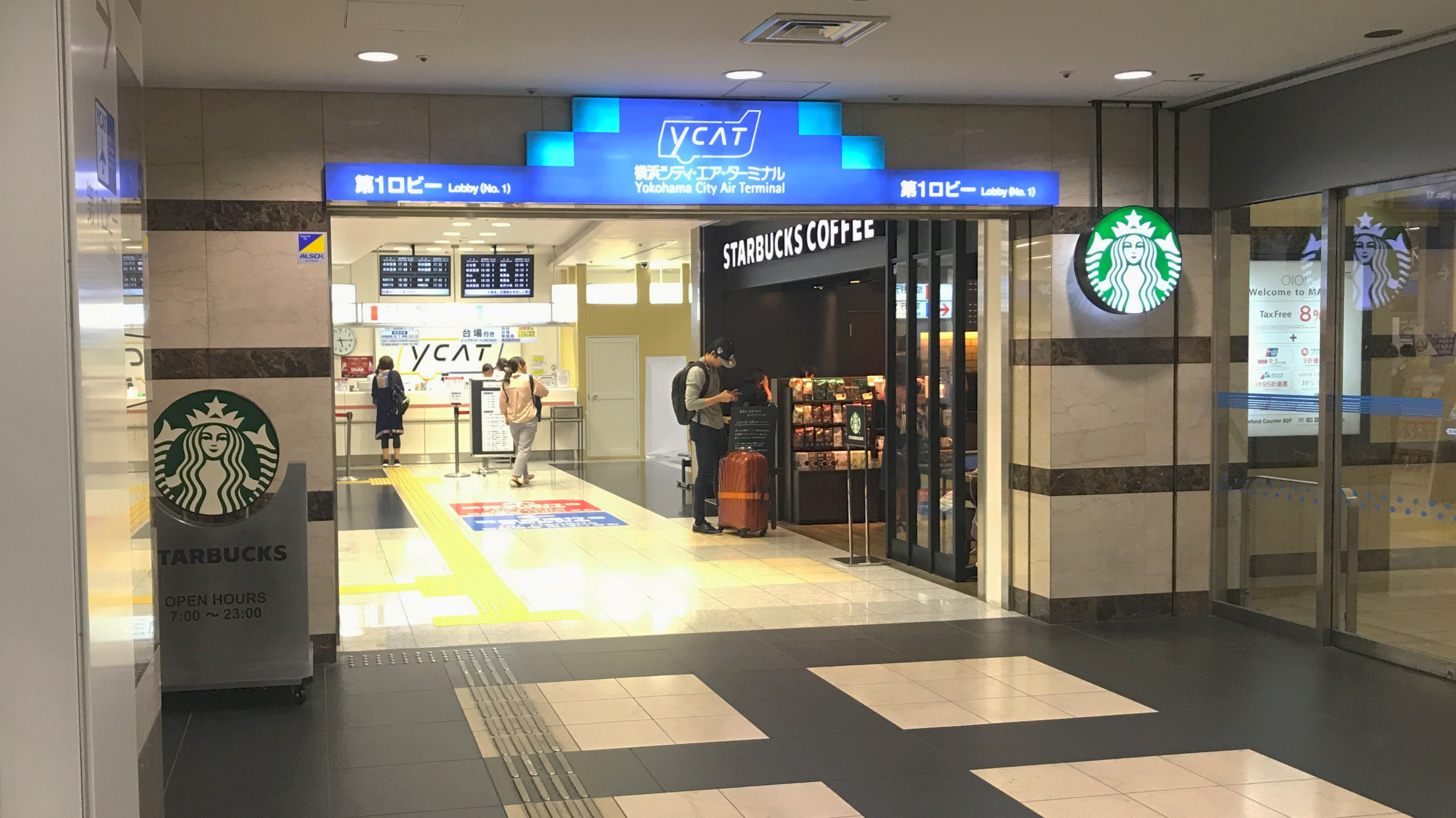
YCATの第1ロビー入口
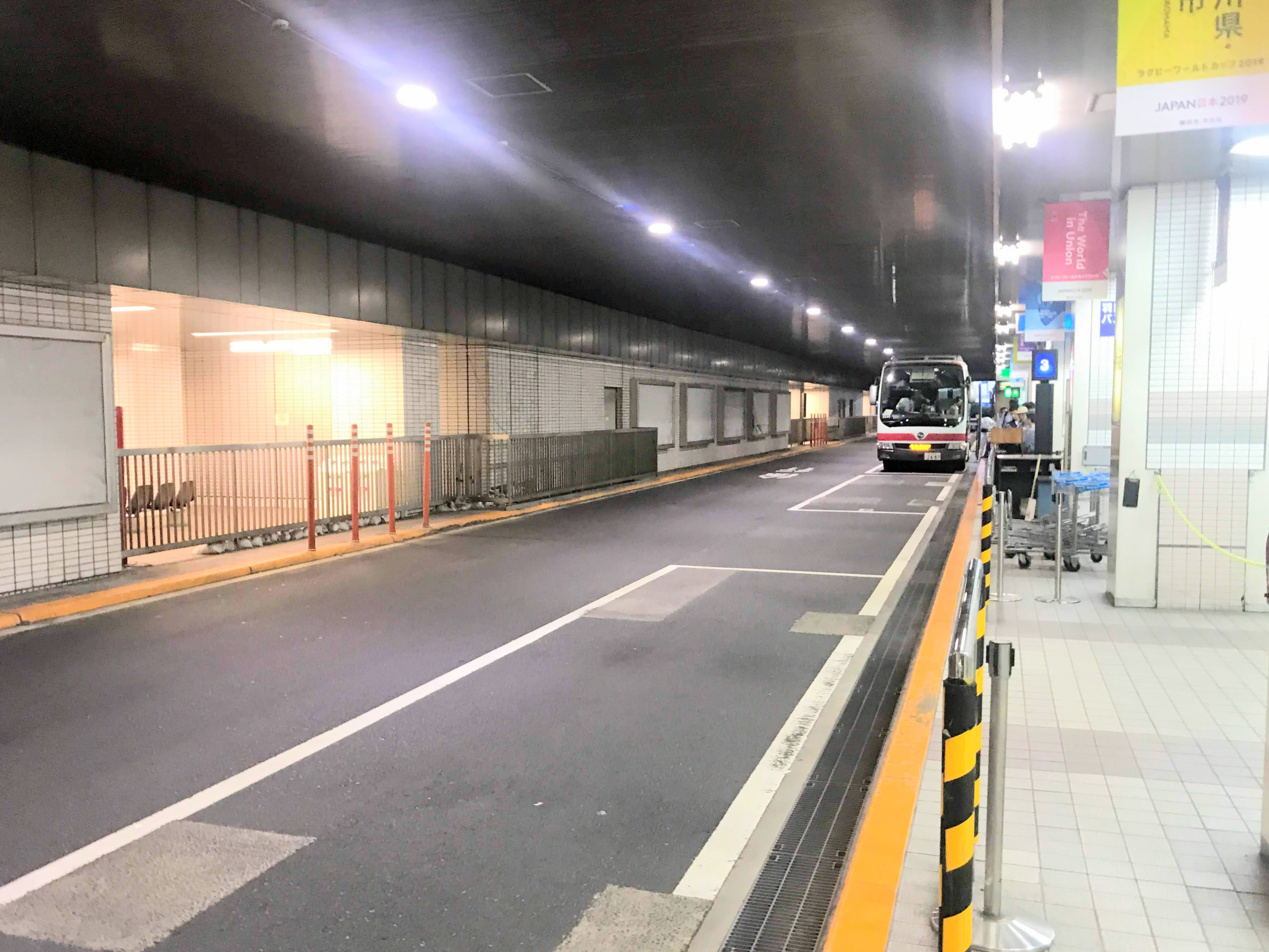
YCATのりば 左側は横浜駅東口バスターミナル

### フロア案内
| 階  | 概要              | 概要                                           | 備考                                                                                        |
| --- | ----------------- | ---------------------------------------------- | ------------------------------------------------------------------------------------------- |
| 29F | レストラン        | レストラン                                     |                                                                                             |
| 28F | レストラン        | レストラン                                     |                                                                                             |
| 27F | レストラン        | レストラン                                     |                                                                                             |
| 26F | サービス/オフィス | サービス/オフィス                              |                                                                                             |
| 25F | サービス          | サービス                                       |                                                                                             |
| 24F | サービス          | サービス                                       |                                                                                             |
| 23F | サービス          | サービス                                       |                                                                                             |
| 22F | サービス          | サービス                                       | 静岡銀行横浜支店・横浜ローンセンター/静銀ティーエム証券横浜支店                             |
| 21F | サービス          | サービス                                       |                                                                                             |
| 20F | サービス          | サービス                                       |                                                                                             |
| 19F | サービス          | サービス                                       |                                                                                             |
| 18F | サービス/オフィス | サービス/オフィス                              |                                                                                             |
| 17F | サービス/オフィス | サービス/オフィス                              |                                                                                             |
| 16F | サービス/オフィス | サービス/オフィス                              |                                                                                             |
| 15F | サービス/オフィス | サービス/オフィス                              |                                                                                             |
| 14F | サービス          | サービス                                       |                                                                                             |
| 13F |                   |                                                |                                                                                             |
| 12F |                   |                                                |                                                                                             |
| 11F | レストラン        | レストラン                                     |                                                                                             |
| 10F | レストラン        | レストラン                                     | そごう連絡口                                                                                |
| 9F  | ショップ/サービス | ショップ/サービス                              | そごう連絡口                                                                                |
| 8F  | マルイシティ横浜  |                                                | そごう連絡口                                                                                |
| 7F  | マルイシティ横浜  |                                                | 駐車場9F連絡口                                                                              |
| 6F  | マルイシティ横浜  |                                                | 駐車場8F連絡口                                                                              |
| 5F  | マルイシティ横浜  |                                                | 駐車場7F連絡口                                                                              |
| 4F  | マルイシティ横浜  |                                                | 駐車場5F連絡口                                                                              |
| 3F  | マルイシティ横浜  |                                                |                                                                                             |
| 2F  | マルイシティ横浜  | レストラン                                     | そごう/横浜ベイクォーター/はまみらいウォーク（日産グローバル本社・Kアリーナ横浜方面）連絡口 |
| 1F  | マルイシティ横浜  | ショップ/サービス/横浜シティ・エア・ターミナル |                                                                                             |
| B1F | マルイシティ横浜  | ショップ/レストラン                            | そごう連絡口                                                                                |
| B2F | マルイシティ横浜  | サービス                                       | ポルタ・横浜駅/そごう連絡口/静岡銀行ATM                                                     |